# Desmeocraera latifasciata
Desmeocraera latifasciata är en fjärilsart som beskrevs av M.Gaede 1928. Desmeocraera latifasciata ingår i släktet Desmeocraera och familjen tandspinnare. Inga underarter finns listade i Catalogue of Life.